# اصل اسمورفت

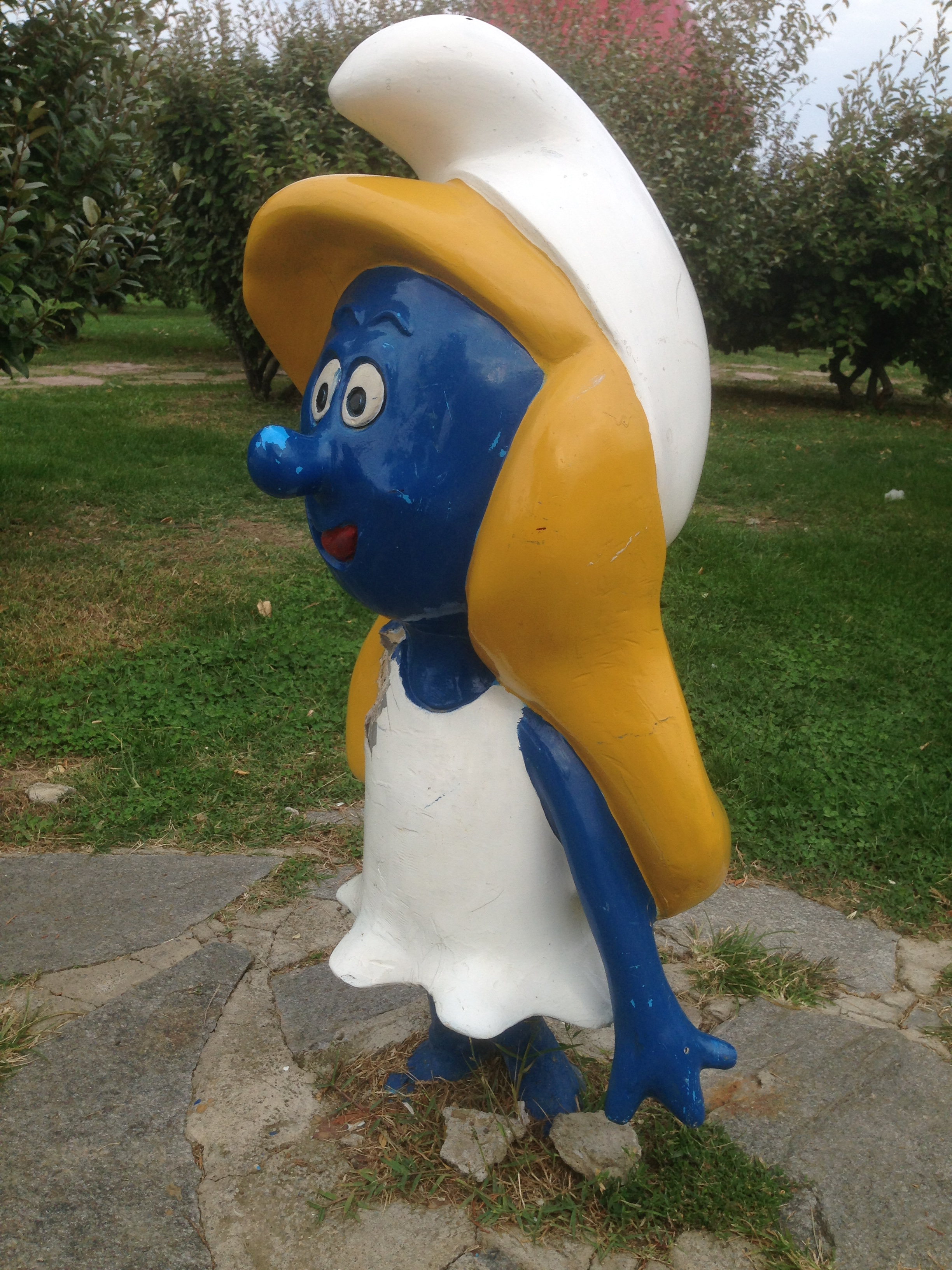
شخصیت داستانی بر اساس اصل اسمورفت

اصل اسمورفت به عملی در فیلم و تلویزیون (و دیگر رسانه‌ها) گفته می‌شود که در آن تنها یک زن در جمعی کاملاً مردانه ظاهر می‌شود. در این حالت، روایتی مردانه غالب است و زن، موردی استثنایی است که تنها در کنار مردان وجودش اهمیت می‌یابد.

## تعریف کاتا پولیت
کاتا پولیت اولین‌بار در سال ۱۹۹۱ در روزنامهٔ نیویورک تایمز این اصطلاح را ابداع کرد:
«شخصیت‌های برنامه‌های معاصر یا اساساً همگی مرد هستند (مثل گارفیلد) یا بر اساس اصلی که آن را اصل اسمورفت می‌نامم، سازمان‌دهی شده‌اند: گروهی از مردان که با هم رفیق هستند و شخصیت مؤنثی تنها که گروه را متمایز می‌کند… پیام این کار واضح است. پسرها نُرم و دخترها موارد استثنائی هستند؛ پسرها مرکز و دخترها حاشیه هستند؛ پسرها شخصیت‌هایی منحصربه‌فرد و دخترها تیپ محسوب می‌شوند. این پسرها هستند که ویژگی‌های گروه، داستان و ارزش‌هایش را مشخص می‌کنند. دخترها تنها در کنار پسرها وجود دارند.»
پولیت زمانی که داشت برای هدیهٔ کریسمس برای دخترش اسباب‌بازی می‌خرید، متوجه شد این امر در رسانه‌ها بسیار رایج است. استفاده اولیه از این اصطلاح در رابطه با «فرهنگ پیش‌دبستانی» بود که از دیدگاه پولیت، مانع از درک کودک از جنسیت می‌شود. وی نوشت: «جنسیت‌زدگی در فرهنگ پیش‌دبستانی، هم دختران و هم پسران را تحت تأثیر منفی قرار می‌دهد. دختربچه‌ها یادمی‌گیرند که آگاهی و هوشیاری‌شان را تقسیم کنند: رؤیاها و آرمان‌هایشان را از فیلتر کاراکترهای پسر می‌گذرانند درحالی که پوشش شاهزاده خانم‌ها را تحسین می‌کنند.»
در این موارد، شخصیت زن اساساً نمایانگر «زنانگی» است. ممکن است این شحصیت، نقش اصلی را در داستان بازی کند یا شخصیتی حاشیه‌ای داشته باشد، اما طبق قاعده «از همه لحاظ زن» است. برخی نمونه‌هایی که پولیت از آن استناد می‌کند شامل نقش مادر، «ملکهٔ پر زرق‌وبرق» یا انواع مختلفی از زنان است که شخصیتی تابع دارند. درنتیجه، کارهایی که از این قالب استفاده می‌کنند غالباً در آزمایش بیچدل موفق واقع نمی‌شوند (آزمایشی که نشان‌دهندهٔ دیدگاه جانب‌دارانه در آثار تخیلی و داستان است).

## مشاهدات
در سال ۲۰۱۱، پولیت در مجلهٔ آتلانتیک دوباره درمورد اصطلاحش صحبت کرد. وی گفت این موضوع هنوز هم در رسانه‌های فعلی بسیار رواج دارد. او به‌طور خاص به بزرگترین فیلم مشهور آن زمان یعنی سوپر ۸ اشاره کرد که تنها یک شخصیت اصلی زن (با بازی اله فنینگ) داشت. او همچنین اظهار داشت که این اصل شامل شبکه‌های تلویزیونی نیز می‌شود. طبق گفتهٔ پولیت، تنها گویندهٔ زن قابل‌توجه در گروه‌بندی MSNBC در سال ۲۰۱۱ ریچل مدو بود. او گفت: «تنها زن در این میان ریچل مدو است و جز او، گروه‌بندی کاملاً مردانه است. در حال حاضر اد [شولتز] در این گروه حاضر است، قبلاً کیت [اولبرمن] بود و لارنس اودونل و حالا می‌دانیم که قرار است ال شرپتون نیز حضور داشته باشد. بسیار عجیب و قابل‌توجه است که تنها این یک زن وجود دارد و این ترکیب هرگز برابر نیست.»
این اصطلاح به هیچ وجه از بین نرفته و در ادبیات و گفتمان‌های عامه چندین‌بار ظاهر شده‌است. روزنامه‌نگاران شکایت دارند که فیلم‌های معروف بزرگ که میلیون‌ها دلار درآمد خواهند داشت، فقط یک شخصیت زن را شامل می‌شوند و این روند به این زودی از بین نخواهد رفت. این مسئله در پوستر فیلم‌هایی مانند یازده یار اوشن، ماتریکس و جنگ ستارگان و نیز در بین بسیاری دیگر از فیلم‌ها قابل مشاهده است. استیو رز به وضعیت شخصیت اِلِوِن (با بازی میلی بابی براون) در برنامهٔ تلویزیونی چیزهای عجیب (جایی که او در اصل درحال گذراندن ماجراهای خودش است) می‌پردازد. در این سریال، مکس، دختر جوان دیگری اساساً جایش را می‌گیرد که او نیز مورد آزار و اذیت و سپس «هدف شهوت قرار می‌گیرد»، که این خود واکنش رایج دیگری است که نسبت به شخصیت‌های زن تنها دیده می‌شود. شخصیت «اسمورفت» یا تنها بازیگر زن، به‌طور معمول یا نقشی کلیشه‌ای در یک رابطهٔ عاشقانه را بازی می‌کند، یا «زنی سرسخت و متفکر» است یا برای کم کردن تنش گروهی از بازیگران که همه مرد هستند، ظاهر می‌شود.
در نتیجهٔ نارضایتی حاصل از عدم حضور زنان، الگوی جدیدی از «وارونگی جنسیتی» پدید آمده‌است که منجر به انتخاب بازیگران زن به‌طور انحصاری می‌شود، مانند فیلم هشت یار اوشن و شکارچیان روح (۲۰۱۶).
مؤسسه ژینا دیویس اعلام کرده‌است که تنها «۱۰٪ از کل فیلم‌ها در جنسیت بازیگرها تعادل دارند» که این خود، عدم حضور عادلانهٔ زنان در رسانه، یعنی اصل اسمورفت را تقویت می‌کند.
در مقاله و ویدئویی برای مجله بِچ، آنیتا سرکیسیان ادعا می‌کند که تغییر دایم رسانه‌ها از دهه‌های ۸۰ و ۹۰ میلادی -که به‌طور معمول به این اصل پایبند هستند- منجر به بروز مجدد این مسئله می‌شود و چرخه‌ای ادامه‌دار ایجاد می‌کند. وی همچنین از صنعت فیلم‌سازی خواست تا شخصیت‌های زن بیشتری را در برنامه‌ها داشته باشند یا حتی فیلم‌هایی بسازند که شخصیت‌های زن در آن غالب هستند و آزمون Bechdel را با موفقیت می‌گذرانند. او اظهار داشت که بعد از درنظر گرفتن این موارد، دست‌یابی به تنوعی بامعنا امکان‌پذیر می‌شود.

## استفاده در پژوهش‌ها
ریکی سولینگر، در بررسی برخی از فعالیت‌های مهم پولیت تا سال ۱۹۹۳ اظهار داشت که «اصل اسمورفت» هم برای کودکان پیش‌دبستانی و هم بزرگسالان به‌طور یکسان کاربرد دارد.
یان سوزینا، محقق ادبیات کودک و نوجوان، در نسخه ۱۹۹۵ مجله «شیر و تکشاخ» از این اصطلاح استفاده کرد تا از ادعای خود دفاع کند که ادبیات کودکان «زیادی ساده شده» که این از علایم مهم مشکلات فرهنگی است، مخصوصاً این که سرگرمی مانند نوعی هله‌هوله بدون هیچ ارزش واقعی دیده می‌شود که هیچ فایده‌ای برای مردم ندارد. او از اصطلاح پولیت به عنوان مدرکی مبنی بر این استفاده می‌کند که عدم حضور زنان باعث تولید محتوای بی‌کیفیت برای کودکان می‌شود و همچنین اینکه رسانه‌های مطرح متوجه این مشکل در نشرهای مهم شده‌اند

## مثال‌ها
این اصل که نامش را از شخصیت اسمورفت، تنها زن در بین اسمورف‌ها (گروهی از شخصیت‌های کمیک‌بوکی به همین نام) گرفته‌است، در آثار زیر و نیز بسیاری از آثار دیگر مشاهده شده‌است:
- خانم Piggy در عروسک‌ها و معادل او در نوزادان عروسک‌ها[۶][۱۲]
- پرنسس لیا در جنگ ستارگان
- پنی در تئوری بیگ بنگ (در فصول ۱–۳)
- ایلین بنز در Seinfeld[۱۵]
- کانگا در وینی-پوه
- آوریل در لاک پشت‌های نینجا نوجوان جهش یافته[۱۶]
- گامورا در نگهبانان کهکشان[۱۷]
- بیوه سیاه در انتقامجویان
- الون در چیزهای غریبه[۱۸]